# Павлодарська ТЕЦ-3
Павлодарська ТЕЦ-3 — теплова електростанція на північному сході Казахстану.
У 1972—1977 роках на майданчику станції ввели в дію шість парових котлів виробництва Барнаульського котельного заводу типу БКЗ-420-140 продуктивністю по 420 тонн пари на годину. Вони живили шість парових турбін — дві виробництва Брненського машинобудівного заводу типу ПТ-50-130/13 потужністю по 50 МВт (стали до ладу в 1972, станційні номери 1 та 2), одна від Ленінградського металічного заводу типу Р-50-130/13 потужністю 50 МВт (1973 рік, номер 3) та три виробництва Уральського турбомоторного заводу — Т-100/120-130-3 потужністю по 100 МВт (1975, 1976 та 1977 роки, номери 4—6).
Для збільшення теплової потужності в 1978 та 1979 роках встановили два водогрійні котли від Білгородського котельного заводу типу ПТВМ-180 продуктивністю по 180 Гкал/год.
Не пізніше середини 1980-х турбіни № 1 та № 2 модернізували до рівня ПТ-60-130/13 зі збільшенням потужності до 60 МВт, а турбіни № 4, № 5 та № 6 — до рівня Т-110/120-130 зі збільшенням потужності до 110 МВт. Таким чином, загальна електрична потужність станції досягнула 500 МВт при тепловій потужності 1286 Гкал/год.
Не пізніше другої половини 1990-х турбіна № 1 була виведена з експлуатації.
У 2011-му ввели в дію нову турбіну № 1 від Уральського турбомоторного заводу типу ПТ-65/75-130-13 потужністю 65 МВт, а в 2015-му таку саме турбіну змонтували замість турбіни № 2.
У 2014, 2015 та 2018 роках модернізували турбіни № 4, № 5 та № 6 зі збільшенням їх потужності до 125 МВт та перемаркуванням у тип Т-120/130-130 ПР2. Таким чином, загальна електрична потужність станції досягнула 555 МВт при тепловій потужності у 1154 Гкал/год
ТЕЦ спорудили з розрахунку на спалювання вугілля, тоді як водогрійні котли працювали на мазуті.
Для видалення продуктів згоряння звели димар заввишки 180 метрів. У першій половині 2020-х узялись за спорудження другої труби такої саме висоти 180 метрів, що має дозволити в майбутньому вивести з експлуатації стару трубу.
Видача продукції відбувається по ЛЕП, що працюють під напругою 110 кВ, 35 кВ та 6 кВ.